# Службові обмеження для військовослужбовців
Службові обмеження для військовослужбовців — це вид кримінального покарання, що застосовується до засуджених військовослужбовців, крім військовослужбовців строкової служби, на строк від шести місяців до двох років.

## Умови призначення
Як основне покарання службове обмеження для військовослужбовців може бути призначене лише військовослужбовцю не строкової служби у наступних випадках:
1. якщо це покарання передбачене санкцією статті (частини статті) Особливої частини КК України за деякі військові злочини;
2. якщо суд, з огляду на обставини справи та особу засудженого, вважає за можливе замість обмеження чи позбавлення волі на строк не більше двох років призначити службове обмеження на той самий строк;
3. якщо це покарання призначається військовослужбовцю в порядку переходу до іншого, більш м'якого виду покарання (на підставі статті 69 Кримінального кодексу).

## Суть
Протягом виконання військовослужбовцем кримінального покарання у виді службових обмежень:
- він не може бути підвищений за посадою
- він не може бути підвищений у військовому званні
- строк покарання не зараховується йому в строк вислуги років для присвоєння чергового військового звання
- із суми грошового забезпечення засудженого проводиться відрахування в доходи держави в розмірі, який встановлюється вироком суду, в межах від десяти до двадцяти відсотків.

## Порядок виконання
Суд, який постановив вирок про службове обмеження для військовослужбовця, після набрання ним законної сили направляє копію вироку командиру військової частини, де проходить службу військовослужбовець. Після цього командир видає відповідний наказ, де зазначається розмір відрахувань у доход держави з грошового утримання засудженого військовослужбовця, строк, протягом якого він не може бути підвищений у військовому званні чи за посадою, а також який строк йому на зараховується в строк вислуги років для присвоєння чергового військового звання. Наказ доводиться до відома засудженого й оголошується по військовій частині.
Про прийняття вироку до виконання командир військової частини протягом трьох днів сповіщає відповідний суд. За три дні до закінчення встановленого службового обмеження командир видає наказ про припинення виконання вироку суду.
Засуджені, які відбувають покарання у вигляді службових обмежень і визнані військово-лікарською комісією непридатними до військової служби за станом здоров'я звільняються судом від покарання за поданням командира військової частини й висновком військово-лікарської комісії.